# Planet of Death
Planet of Death (названная просто POD в Северной Америке) — это футуристическая гоночная видеоигра для Microsoft Windows, выпущенная компанией Ubisoft в 1997 году. Игра устанавливается в далеком будущем на планете Io. Авария в шахте высвобождает грибок изнутри планеты на ее обитателей, вызывая повсеместную панику. После того, как большая часть населения сбежит с планеты, на Ио останется несколько выживших, при этом останется только один корабль. Выжившие ездят на машинах, на которых они участвуют в турнирах, победитель финального турнира берет последний корабль и убегает в безопасное место, оставляя остальных умирать. Музыка была спродюсирована Дэниелом Массоном.

## История
POD был опубликован в 1997 году. Это была одна из первых игр, поддерживающих набор инструкций MMX, и поставлялась в комплекте как OEM-версия с компьютерами, использующими процессоры Intel Pentium или Pentium II MMX, а также некоторые системы AMD K6. OEM 1.0 версия не поддерживает 3dfx карт или сетевой режим. Розничная версия POD (названная Ubisoft POD 2.0) была позже выпущена и отличалась большим количеством схем и автомобилей, а также поддержкой 3dfx видеокарт и сетевого режима. Ubisoft предоставила специальную многопользовательскую программу под названием «Игровой сервис» для игроков POD, чтобы они могли участвовать в гонках на серверах Ubisoft. POD была одной из первых игр, оптимизированных для видеокарт с 3dfx чипсетом с использованием Glide API. Только видеокарты с 3dfx Voodoo 1 чипсетом были поддержаны на выпуске игры. Ubisoft позже опубликовала патчи, которые добавили поддержку Voodoo 2 с использованием Glide API и не 3dfx чипсетов через Direct3D. Менее чем через год после публикации POD, Ubisoft выпустила пакет расширения под названием Back to Hell (также известный как Extended Time во Франции) в конце 1997 года. Этот пакет содержал 19 схем и 15 новых транспортных средств, включая мотоциклы, плавающее фиолетовое существо, похожее на летучую мышь, и ведьму, ездящую на метле. Позже была выпущена еще одна версия под названием POD: Gold, которая включала в себя POD, его расширение, а также новый звуковой набор.
Был анонсирован порт POD для Nintendo 64, но он так и не был выпущен.
Зимой 2000 года компания Ubisoft выпустила преемника игры, POD 2 (также известную как POD 2: Multiplayer Online и POD: Speedzone), для консоли Sega Dreamcast. Это еще одна футуристическая гоночная игра, но игроки могут атаковать своих противников. Каждый игрок является шахтером на колонии Даметра, и инопланетный вирус захватил машины на колонии, создавая мутировавшие машины. Это была одна из первых игр, в которую можно было играть на SegaNet, и одна из немногих игр, поддерживающих Dreamcast Broadband Adaptor. В игре восемь машин, которые можно использовать на пяти трассах. Бонусные машины и треки могли быть разблокированы, если в игру играли онлайн и у пользователя был аккаунт игровой службы, но из-за отключения SegaNet они стали недоступны.
6 октября 2011 года компания GOG.com переиздала POD с добавленной совместимостью с современными операционными системами.